# Radu Voina
Radu Voina, född 29 juli 1950 i Sighișoara, är en rumänsk tidigare handbollsspelare (niometersspelare) och handbollstränare.
Han var med och tog OS-brons 1972 i München, därefter OS-silver 1976 i Montréal och i sitt tredje olympiska mästerskap OS-brons 1980 i Moskva.